# Smolikas
Der Smolikas (griechisch Σμόλικας, auch Lyngos neugriechisch Λύγκος, altgriechisch Λύγγος, transkr. auch Lingos oder Ligos; aromunisch Smolcu) ist mit einer Höhe von 2637 m das zweithöchste Bergmassiv in Griechenland nach dem Olymp und zugleich der höchste Berg des Pindos-Gebirges. Er befindet sich im Regionalbezirk Ioannina der Region Epirus in Nordwestgriechenland in der Nähe der albanischen Grenze. Im Südwesten liegen die Städte Konitsa und Ioannina, im Norden entfernt Kastoria, im Nordwesten entfernt Neapolis und Kozani, im Südosten Metsovo und im Osten Grevena.
Im Norden und im Westen wird der Smolikas durch den Fluss Sarandaporos begrenzt. Der Sarandaporos trennt dabei mit seinem Tal auch den Smolikas vom benachbarten Grammos-Massiv im Nordwesten unmittelbar an der albanischen Grenze. Nach Norden hin trennt das Sarandaporos-Tal den Smolikas vom Massiv des Kato Arena und Epano Arena. Nach Süden hin wird das Smolikas-Massiv durch den Fluss Aoos begrenzt. Das Smolikas-Massiv ist ein Bestandteil der Zagoria-Gegend. Südwestlich des Smolikas und dem Aoos-Tal steigt das Tymfi- oder Gamila-Massiv auf. Der Berg Trapesitza (2022 m) südwestlich des Smolikas und unmittelbar nordöstlich der Stadt Konitsa wird durch das Tal des Flusses Topolitsa vom Smolikas getrennt. In die Nordflanke des Smolikas schneidet das Tal des Vourkopotamos von West nach Ost verlaufend ein. In diesem Tal befindet sich auch die Ortschaft Agia Paraskevi, die nördlich des Hauptgipfels liegt. Von Agia Paraskevi windet sich ein Wanderpfad zum Hauptgipfel und weiter nach Pades im Süden.
Südlich des Hauptgipfels finden sich weitere Berggipfel: Mougouria (2080 m), Athenas (2106 m), Alogotopos (2230 m), Petra Gagaranza (2045 m) und Smiliana (2145 m). Östlich des Hauptgipfels liegen die höchsten Nebengipfel mit dem Lemos (2540 m) und dem Mossia (2610 m). Nebengipfel nördlich des Hauptgipfels sind der Koutsouro (2318 m), Arkoudalona (1798 m) und nordöstlich der Doppelgipfel Bogdani (2239 m) und Kapetan Tsekouras (2253 m).
Der Smolikas besteht vorwiegend aus Ophiolith. Während des Pleistozäns waren die nördlichen und östlichen Flanken einschließlich der begrenzenden Täler vergletschert. Vor ca. 11.500 Jahren verschwanden diese Gletscher endgültig.